# Хемис (национален парк)
Национален парк Хемис е високопланински индийски национален парк в източната част на региона Ладакх, част от Джаму и Кашмир. Това е единственият национален парк на север от Хималаите в Индия и най-големия сред националните паркове в страната. Тук се срещат редица застрашени видове бозайници като един от най-редките от тях е снежния леопард. Голямата численост и гъстата на редките големи котки му дава и прозвището „Столицата на снежния леопард“. Същинското име на парка обаче идва от намиращия се на негова територия будистки манастир Хемис. Интересната фауна и още няколкото будистки места за поклонение правят парка атрактивен едновременно за еко и поклоннически туризъм.

## История
Националният парк е основан през 1981 г. със защитата на водосборните райони на реките Румбак и Маркха. Територията на защитените области е обхващала 600 km2. През 1988 г. площта му нараства до 3350 km2 като са добавени и съседни територии.
Две години по-късно, през 1990 г. отново нараства до 4400 km2, което е и настоящата площ на парка. Това го прави и най-големият национален парк в Южна Азия.

## Местоположение
Паркът Хемис е разположен в областта Ладакх в Северна Индия на височина от 3500 до 6930 m в част от хребета Занскар. Площта, на която се простира е 4400 km2 и се намира на около 10 km югоизточно от административния център на Ладакх град Лех. Част от границата се формира от течението на реката Инд и неговия приток Занскар, а през територията му протичат потоците Маркха, Сумдах и Румбак.

## Климат
Климатът в района е различен на различните места и варира от субарктичен до арктичен. Зимните температури падат значително под нулата (fuf.f -30 °C) с малко дъждове и значително количество снеговалежи и правят района почти недостъпен. Лятото е кратко и меко с хладни нощи.

## Фауна
Национален парк Хемис е дом на 16 вида бозайници и 73 вида птици. Той е известен с това, че територията му е обитавана от около 200 снежни леопарда, популацията на които е концентрирана основно в района на поречието на Румбак. Това е върховният хищник в района, който ловува местните архари, барали и уриали. Районът е обитаван и от малка популация сибирски козирози и е единственото място в Индия, където са разпространени уриали. От хищниците тук се срещат и тибетския вълк, евроазиатската кафява мечка и червената лисица. От малките бозайници се срещат хималайски мармоти, солонгой, зайци и други.
От птичото многообразие паркът е ценен с различните грабливи птици. Тук се срещат скални орли, брадати и хималайски лешояди. Долината на Румбак предлага добри възможности за наблюдение на птици, включително няколко вида ендемични тибетски вида, които са редки или не се срещат в други части на Индия. Такива птици са: Светла завирушка (Prunella fulvescens), Червеношийкова завирушка (Prunella rubeculoides), Phylloscopus affinis, Carpodacus rubicilloides, Montifringilla adamsi, Тракийски кеклик, Apus salimali, Червеноклюна гарга, Хималайски улар (Tetraogallus himalayensis) и Червеночело канарче (Serinus pusillus).

## Пилигримство
На територията на националния парк на около 40 километра югозападно от Лех се намира едноименния будистки манастир Хемис. Въпреки че през цялото си съществуване е бил притегателно място за поклонничесто в края на 19 и началото на 20 век, манастирът придобива световна известност. Това се дължи на руския аристократ и журналист Никола Нотович, който твърди, че Исус е прекарал част от живота си в Тибет и Ладакх и по-специално в манастира Хемис.
- Манастирът Хемис
- Връх Сток Кангри (6153 m)